# Ville-en-Sallaz

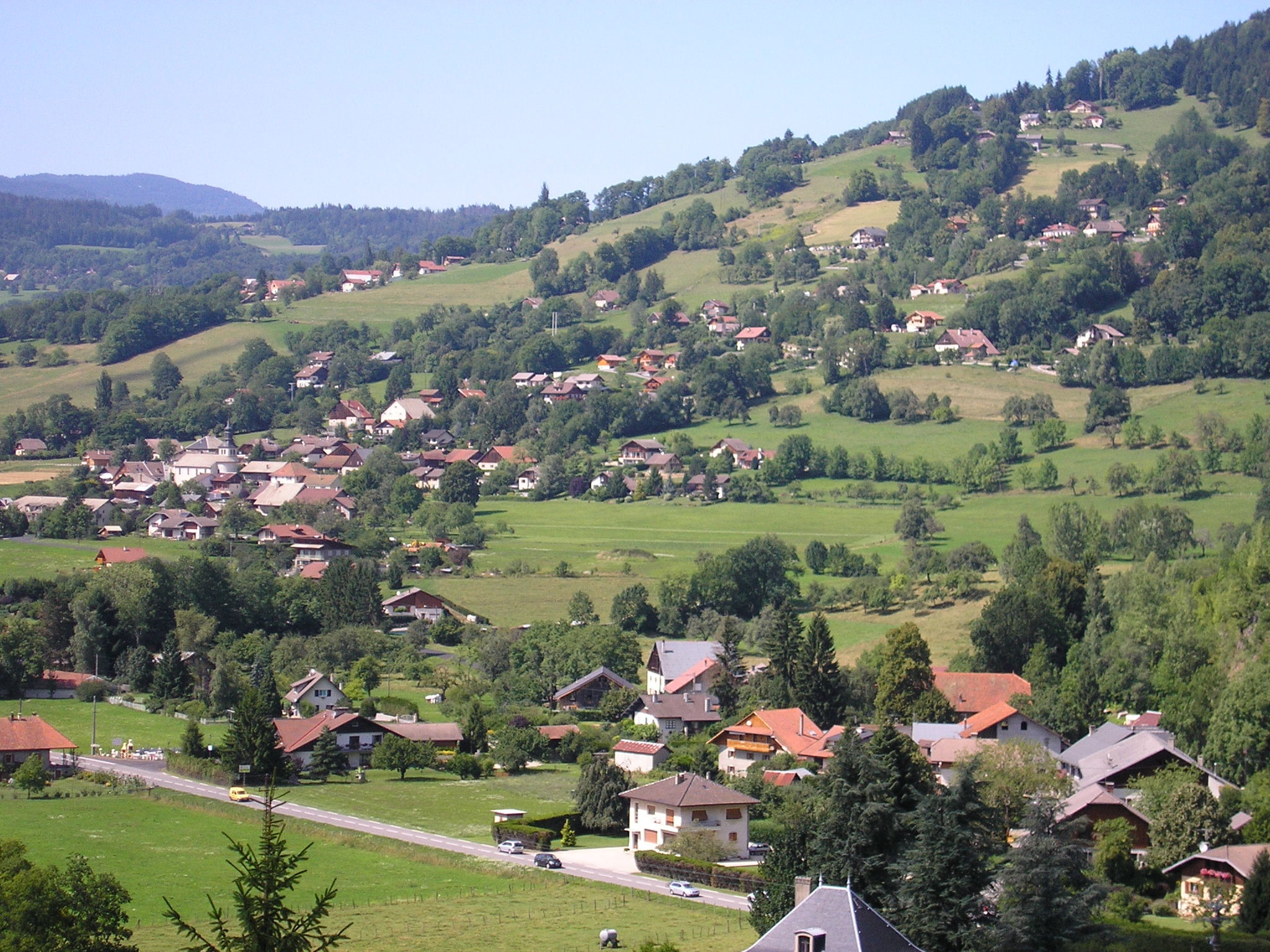
Blick auf Ville-en-Sallaz

Ville-en-Sallaz ist eine französische Gemeinde im Département Haute-Savoie in der Region Auvergne-Rhône-Alpes.

## Geographie
Ville-en-Sallaz liegt auf 641 m, etwa 22 Kilometer ostsüdöstlich der Stadt Genf (Luftlinie). Das Dorf erstreckt sich im Faucigny, an einem sonnenexponierten Südhang am Fuß des Massif des Brasses, in den Savoyer Voralpen, leicht erhöht über dem Lac de Môle.
Die Fläche des 3,37 km² großen Gemeindegebiets umfasst einen Abschnitt des Faucigny. Der südliche Teil des Gemeindeareals wird von der breiten Talniederung zwischen dem Massif des Brasses und Le Môle eingenommen, in der sich der Lac de Môle befindet. Diese Talniederung wird nach Westen zum Foron, einem Seitenbach der Menoge entwässert. Ein sehr schmaler Zipfel reicht nach Westen bis fast zum Foron. Nach Norden erstreckt sich der Gemeindeboden über den Hang von Ville bis in die Nähe des Gipfels der Pointe des Brasses. Hier wird mit 1380 m die höchste Erhebung von Ville-en-Sallaz erreicht.
Zu Ville-en-Sallaz gehören verschiedene Weilersiedlungen, darunter Chez Maillet (610 m) und Prévières (612 m), beide im Tal an der Hauptstraße gelegen. Nachbargemeinden von Ville-en-Sallaz sind La Tour im Osten sowie Peillonnex und Viuz-en-Sallaz im Westen.

## Geschichte
Verschiedene Spuren weisen darauf hin, dass das Gemeindegebiet von Ville-en-Sallaz bereits zur Römerzeit besiedelt war. Im Mittelalter gehörte Ville-en-Sallaz zum Gebiet der Herrschaft Faucigny. Als Teil der Dauphiné gelangte der Ort 1349 an Frankreich, wurde aber im Vertrag von Paris 1355 in einem Länderabtausch an die Grafen von Savoyen abgegeben. Danach teilte Ville-en-Sallaz das Schicksal Savoyens.

## Sehenswürdigkeiten
Die Dorfkirche wurde im 19. Jahrhundert errichtet. Ebenfalls erwähnenswert sind die Kapelle von Prévières und das Château Gaillard.

## Bevölkerung
| Jahr                       | 1962 | 1968 | 1975 | 1982 | 1990 | 1999 |
| Einwohner                  | 293  | 331  | 334  | 339  | 503  | 676  |
| Quellen: Cassini und INSEE |      |      |      |      |      |      |

Mit 918 Einwohnern (Stand 1. Januar 2022) gehört Ville-en-Sallaz zu den kleinen Gemeinden des Département Haute-Savoie. Vor allem seit Beginn der 1980er Jahre wurde eine deutliche Bevölkerungszunahme verzeichnet. Außerhalb des alten Dorfkerns entstanden zahlreiche Einfamilienhäuser.

## Wirtschaft und Infrastruktur
Ville-en-Sallaz war bis weit ins 20. Jahrhundert hinein ein vorwiegend durch die Landwirtschaft geprägtes Dorf. Heute gibt es verschiedene Betriebe des lokalen Kleingewerbes. Zahlreiche Erwerbstätige sind Wegpendler, die in den größeren Ortschaften der Umgebung ihrer Arbeit nachgehen.
Die Ortschaft ist verkehrsmäßig recht gut erschlossen. Sie liegt etwas oberhalb der Straße D907, die von Annemasse nach Taninges führt.